# Jan Vlašimsky
Jan Vlašimsky (Všeň, Češka, 22. svibnja 1861. – Virovitica, 13. travnja 1942.), hrvatski skladatelj, zborovođa i učitelj glazbe češkog porijekla.
- kapelnik Gradske glazbe u Virovitici (1886. – 1936.)
- zborovođa Hrvatskog pjevačkog društva Rodoljub (1890. – 1918.)

## Vanjske poveznice
- Gradska glazba Virovitica
- Všeň